# Peter Garrett
Peter Robert Garrett (Sydney, 16 aprile 1953) è un cantante, attivista e politico australiano.

## Biografia
Nato in un sobborgo di Sydney, ha studiato alla Università Nazionale Australiana e in seguito legge alla University of New South Wales.
Dal 1973 al 2002 è stato leader e cantante del gruppo rock Midnight Oil, che ha pubblicato undici album in studio riscuotendo ampio successo in Australia e non solo e che si è sciolto nel 2002.
Per circa dieci anni (dal 1989 al 1993 e dal 1998 al 2004) è stato presidente dell'Australian Conservation Foundation (ACF), un'organizzazione non governativa ambientalista australiana.
È stato membro del Partito Laburista Australiano nella Camera dei rappresentanti per la sede di Kingsford Smith dall'ottobre 2004 all'agosto 2013. Nel 2007, dopo che il suo partito ha vinto le elezioni, è stato nominato ministro dell'ambiente da Kevin Rudd. Ha proseguito in questo incarico nel 2010 con la presidenza di Julia Gillard diventando ministro poi dell'infanzia e dell'educazione scolastica, ruolo che ha ricoperto fino al giugno 2013. Non si è ricandidato alle elezioni del 2013.
Sposato dal 1986 con Doris Ricono, ha tre figli.